# Peter Hurkos
Peter Hurkos, geboren als Pieter van der Hurk (Dordrecht, 21 mei 1911 – Los Angeles, 1 juni 1988) en in enkele publicaties "Gurkos" genoemd, genoot enige tijd de status van 'bekende Nederlander', ook nadat hij inmiddels was geëmigreerd naar de Verenigde Staten en de Amerikaanse nationaliteit had verworven. Hij presenteerde zich in de periode 1943 - 1988 als een helderziende of paragnost: aanvankelijk slechts ter amusement, maar hij maakte vooral furore toen hij ging pretenderen misdrijven te kunnen 'oplossen'.
Sinds 1943 beweerde Van der Hurk ineens te beschikken over de 'gave' van paragnosie of buitenzintuiglijke waarneming (naar de Engelse afkorting van extrasensory perception ook wel ESP genoemd). Hij erkende zelf dat zijn 'readings' echter niet altijd klopten en claimde quasi nauwkeurig  een juistheid van 'niet meer dan 87½% van de gevallen. Dit precieze percentage werd door hemzelf vermeld in zijn reeds in 1961 verschenen 'autobiografie'. 
Enkele jaren daarvoor was zjn beweerd vermogen van buitenzintuiglijke waarneming in de Verenigde Staten onderzocht door een omstreden instituut, Zijn in 1961 gepubliceerde 'autobiografie' bevat echter geen details uit het dat instituut opgemaakt onderzoeksrapport, waaruit dit percentage blijkt en hoe dit zou zijn getest: het percentage van '87½% van de gevallen' wordt daarin nergens op enigerlei wijze onderbouwd.
Ooit zou Hurkos zo onvoorzichtig zijn geweest over zichzelf te voorspellen dat hij in datzelfde jaar 1961 zou komen te overlijden. Deze voorspelling kwam niet uit en daarover deed hij voortaan dan ook het zwijgen toe.
Zelf beweerde Van der Hurk dat deze 'gave' zich bij hem zou hebben gemanifesteerd na een schedelbasisfractuur en daarbij opgelopen hersenletsel bij een val van een elf meter hoge ladder tijdens zijn werkzaamheden bij de uitoefening van zijn beroep als huisschilder in juni 1943. Daarbij liep hij een ernstig hersenletsel op. Hierna "was hij een ander mens". Sindsdien claimde hij een vermogen tot 'buitenzintuiglijke waarneming'. Door dit na zijn vestiging in de VS te verzilveren, nadat over hem in 1961 reeds een lovende Engelstalige 'autobiografie' was verschenen, zou hij furore en fortuin maken.
In zijn aangenomen hoedanigheid van 'helderziende' bediende Van der Hurk zich bij zijn optredens sinds 1946 van een exotische klinkende vervorming van zijn werkelijke achternaam. Daarover beweerd hij weinig aannemelijk dat dit "ter bescherming van zijn familie" tijdens de Duitse bezetting zijn schuilnaam zou zijn geweest bij beweerde "verzetsactiviteiten", waarvan echter nimmer is gebleken, Later zou een zoon van hem dezelfde of soortgelijke "gave" claimen, echter zonder dezelfde verklaring ervoor te hebben (bij een ongeval opgelopen hersenletsel) en zich daarbij tevens van dezelfde naam Hukos bedienen, echter voorzien van van de schijnbaar bijpassende (Hongaarse) voornaam Janos.

## Levensloop
Volgens zijn eigen latere verklaring lag hij na het ongeval dat hem in 1943 was overkomen drie dagen in coma in het Zuidwal Ziekenhuis (Den Haag). 
Over de datering van dit ter verklaring ingeroepen ongeval zijn door bekenden van Hurkos tegenstrijdige verhalen de wereld in gebracht. Hurkos beweerde dat hij sinds hij uit deze coma ontwaakte "de toekomst" kon voorspellen en hem gebeurtenissen in het verleden van anderen gewaar werden, die hij zogenaamd kon "zien".
Enige tijd na zijn ontslag uit het ziekenhuis stopte Van der Hurk met zijn werk als huisschilder en begon hij zich aan te prijzen als telepaat en ´psychometrist´: zonder op openlijk geuite twijfels te stuiten, of zelfs maar de vraag wat deze term in verband met zijn claims feitelijk te betekenen had.
Evenmin werd hem gevraagd aan welke universiteit hij deze wetenschap dan zou hebben gestudeerd. Mede hierdoor kon Hurkos middels steeds meer opzwellende suggestieve, ongesubstantieerde zelfaanprijzingen in advertenties voor zijn optredens (later pretentieuzer: seances) voor zichzelf het imago opbouwen "helderziend" te zijn.
De psychometrie is een erkende wetenschappelijke discipline in dienst van de psychologie: een rationele activiteit die zich bezighoudt met de technieken van het meten van psychologische fenomenen zoals kennis, vaardigheden, attituden, eigenschappen en persoonskenmerken, zoals het meten van het IQ van een individu. Nimmer is echter gebleken dat Hurkos zich hiermee ooit heeft beziggehouden: hij gebruikte de indrukwekkend klinkende term 'psychometrie' in een geheel eigen betekenis, waarmee hij lichtgelovigen imponeerde. Waarschijnlijk was hij de eerste persoon in Nederland of een van de eersten die zich van deze term bediende, die nog verre van ingeburgerd was (ofschoon reeds eind 19e eeuw in Engeland bedacht met de hiervoor beschreven betekenis).
Opmerkelijk is dat Hurkos in latere jaren die term ¨psychometrie" niet meer bezigde. Dit ofschoon hij zich aanvankelijk zelfs in advertenties had aangeprezen als ¨grootmeester¨ daarin . 
De laatste maal dat hij die term bezigde was in een advertentie in de 01 september 1952 . Deze door hem verlaten term keerde nog wel terug in een lovend artikel in 1971 in het Limburgsch Dagblad in 1971 , Dit n.a.v. het verschijnen van de Nederlandse vertaling van de tweede biografie over Hurkos, die van de Amerikaanse ¨topjournaliste¨ Norma Lee Browning uit 1971- waarvan de inhoud op meerdere belangrijke punten afweek van Hurkos´ in 1961 in Groot-Brittannië verschenen eigen ¨autobiografie¨-. Dit ofschoon Hurkos zelf die term ¨psychometrie¨, waarmee hij aan het begin van zijn carrière het publiek  ogtrachtte te imponeren, al bijna twintig jaar niet meer gebruikte. 

## Optredens
Hurkos kwam najaar 1946 voor het eerst in de publiciteit door aankondiging als "extra attractie" in advertenties voor het Corso Festival van de Nieuwe Haagsche Revue als telepaat (een enkele krant schreef dit kennelijk onbekende begrip als "thelepaat" en een andere weer als "telephaet" en zonder verdere uitleg ook als "psychometrist". Met deze minder bekende term wist hij het onwetend publiek en de scoopgeile pers te imponeren en overbluffen.In zijn eigen advertenties ging hij steeds verder. In amper een jaar leek hij met zijn suggestieve claims het non plus ultra der superlatieven te hebben bereikt: "Hurkos onthult alles".
Vooral in zijn begintijd trad hij vaak op als entertainer bij gecombineerde amusements-evenementen met andere publiekstrekkers zoals de sneldichter Willy Alfredo. Als artiest kon hij met de opgewekte verwachtingen over de "sterke staaltjes van zijn kunnen" de zaal in spreekwoordelijke 'ademloze stilte' houden. Daarbij werd en passant vermeld dat hij ook thuis kon worden "geconsulteerd", alsof zijn optredens dienden ter promotie van een privé-praktijk. Het publiek werd verzocht enkele dagen voor zijn optredens foto's of voorwerpen te overleggen: daarover werd bij voorbaat reeds gesteld dat hij daarover dan meer zou kunnen vertellen en zelfs "sensationele onthullingen" zou doen. Welke onthullingen, werd nergens vermeld. In de Arhemsche Courant werd beweerd dat zijn capaciteiten door de recherche in Den Haag zouden zijn getest.
Om de aandacht te vestigen op de door hem geclaimde capaciteiten moest vooral hebben van aanprijzingen van advertenties voor gastoptredens in variétéprogramma's, letterlijk als de "allesovertreffende telepaat en psychometrist". Zonder vermelding van enig verder detail werd daarbij beweerd dat hij in een Haags theater "een moord aan het licht zou hebben gebracht". In welk theater dit was en wie het vermeende slachtoffer zou zijn geweest werd daarbij niet vermeld, evenmin als hoe hij zonder vermelding van details over de toedracht zou weten dat dit het delict moord betrof en geen doodslag.

### Seances
Sinds augustus 1946 kregen wat voorheen nog Hurkos' optredens werden genoemd ineens de naam van seances, hoewel ze nog wel doorgaans in theaters plaatsvonden. In de aanprijzingen werd het toen "Hij weet alles. Hij ziet alles". Vele van zijn seances, zoals zijn optredens voortaan betiteld werden, vonden plaats in het zuidoosten van het land, waar zijn impresario woonde. In oktober 1946 werd in een advertentie in het Limburgsch Dagblad letterlijk de claim vermeld dat hij aan de hand van voorgelegde foto´s of voorwerpen meer zou kunnen vertellen "over vermiste personen".
In oktober 1946 werd in een advertentie gesteld dat Hurkos aan de hand van een foto "alles kon vertellen wat u wilt weten". Hij werd er toen ook benaderd door de Heerlense politie voor het oplossen van een moord te Spekholzerheide. In november 1946 werd hij zelfs gepresenteerd als de Grootmeester der Telepathie en Psychometrie,. Nog steeds bleef onvermeld wat "psychometrist" nu eigenlijk inhield en evenmin of zijn ingeroepen bemoeienis met de moord te Spekholderheide iets zou hebben opgeleverd.

#### 1947
In 1947 promoveerde Hurkos zichzelf nog verder tot de "Eminente Grootmeester der Telepathie en Psychometrie". In mei 1947 betrof zijn beweerde helderziendheid blijkens een advertentie niet meer slechts vermiste personen, doch tevens diefstallen en ziekten, nog steeds zonder vermelding van enig concreet wapenfeit. Eveneens in mei 1947 heette het zelfs dat Hurkos "alles van iedereen weet".
In een advertentie in december 1946 was reeds vermeld dat hij met zijn "zeldzame gaven" zelfs de moeilijkste problemen zou hebben "opgelost",, zonder enige kritiek op het ontbreken van enige vermelding welke dat dan zouden zijn geweest.
Geleidelijk vond een accentverschuiving plaats: steeds minder was het met zijn beweerde 'gave' een entertainer en steeds meer pretendeerde hij als een detective te kunnen optreden. In zijn 'autobiografie' uit 1961 zou hij beweren in 1954 reeds door politiekorpsen in 'een half dozijn Europese landen' te zijn 'ingeroepen' voor het oplossen van misdrijven.
Over de moord te Spekholzerheide werd niets meer vernomen. In een advertentie in januari 1947 werd vermeld dat "de dagbladen" hem "fenomenaal" noemden, ofschoon die kwalificatie in geen enkel dagblad genoemd werd.
In juni 1947 schreef een verslaggever dat Hurkos hem van zijn "capaciteiten" zou hebben "overtuigd", vermelding van de wijze waarop ontbrak.
In 1947 werd Hurkos door de politie in België ingeroepen voor het "oplossen" van de moord op de 73-jarige pastoor Vrints te Borgerhout. Hj wees een 76-jarige vrouwelijke dienstbode als de dader aan, een verdachte die zelf echter ontkende het misdrijf te hebben gepleegd. "Zij heeft het gedaan", zei Peter Hurkos resoluut bij het zien van haar simpelweg zonder twijfel of voorbehoud. Daaruit bleek dat hij ondanks zijn zogenaamde hulp aan de politie een volslagen onbenul was op het gebied van het strafrecht en de opsporing: als zou men zogenaamd kunnen volstaan met iemand als dader aan te wijzen, waarbij dan nog slechts de "bijbehorende bewijzen" hoeven te worden verzameld, in plaats van te beseffen dat juist een behoorlijk sporenonderzoek en het horen van eventuele getuigen richting de verdachte dienen te leiden: deze bemoeienis van Hurkos kon juridisch juist een perfect recept blijken voor een gerechtelijke dwaling. In dit geval was er weliswaar een halsdoek, waarover werd beweerd dat zich daarop "bloedsporen" bevonden. Nergens is echter gebleken dat Hurkos beschikte over kennis omtrent bloedgroep-onderzoek.

#### 1948
In april 1948 werd Hurkos wederom te hulp ingeroepen door de Belgische politie. Ditmaal betrof het een onderzoek naar een moord op een ex-verzetsman in Gent. In krantenkoppen daarover werd meteen al voorbarig beweerd dat hij die zaak zogenaamd zou hebben "opgelost".

#### 1949
Pas in 1949 verscheen eerste kritiek op Hurkos geclaimde helderziendheid in de zaak van de verdwenen jongeman Jacques Lommen uit Helden. Daarin had Hurkos het onjuiste detail verstrekt dat deze zich zou hebben bevonden "in een omgeving waar Frans gesproken wordt". Dit ofschoon hij in Friesland verbleef.
Later in 1949 werd Hurkos opnieuw te hulp ingeroepen door de Belgische politie, i.v.m. de vermissing ('ontvoering') van het 9-jarige meisje Josée Janssens uit Borgerhout. Hurkos meldde dat ze zou zijn "gewurgd" door een man met een grijze pet op een fiets en ook dat haar stoffelijk overschot zich "zeven meter afstand van water" zou bevinden. De politie vond langere tijd echter geen spoor van het meisje. In december 1949 werd het stoffelijk overschot van het meisje alsnog gevonden. Ze bleek verdronken in een kanaal; dus niet "gewurgd" en niet "op een afstand van zeven meter van water", terwijl evenmin vaststond dat haar verdrinkingsdood een misdrijf betrof.

#### 1950/1951
Inmiddels zou Hurkos er en bloeiende praktijk op na houden met een clientele van naar eigen zeggen 1500 personen. Eenmaal per week hield hij een openbare seance die tegen betaling van entreegeld kon worden bijhewoond. De pers bleef lang opvallend onkritisch m.b.t. Hurkos' claims. De Leeuwarder Courant prees hem in januari 1950 aan als "de man, die ieder geheim raadt".
Toch namen ook kritische geluiden toe. Toen Hurkos zich eind 1950, begin 1951 ongevraagd meende te moeten gaan bemoeien met de uit Westminster Abbey ontvreemde Stone of Scone. In 1950 was de steen op Kerstdag gestolen door vier Schotse studenten, vermoedelijk uit nationalistische overwegingen.
In zijn geclaimde helderziendheid beweerde Hurkos zelf te hebben meegekregen dat zijn komst door Scotland Yard juist gewenst zou zijn om deze zaak op te lossen. De Britse politie bleek hiervan integendeel juist helemaal niet gediend, deze wachtte hem op op het vliegveld te Londen en stuurde hem terug naar Nederland. Dat weerhield Hurkos er niet van wederom naar Engeland te reizen en de zaak daarna eigenmachtig te gaan onderzoeken. Hij beweerde heel stellig dat de steen zou zijn gestolen door vijf personen: drie Schotten en twee Engelsen. Toen hij de ontvreemde steen desalniettemin niet vond, gaf de eerder juist zo publiciteit beluste Hurkos daarvan de schuld aan de krant Sunday Express. Dit omdat die over zijn onderzoek zou hebben gepubliceerd.

## Van variété naar strafrecht
Aanvankelijk was Van der Hurk, sinds 1946, actief in de wereld van het amusement en variété met 'Hurkos' als artiestennaam. Reeds vrij snel ging hij echter verder met zijn pretenties. Het bleef niet langer bij betrekkelijk onschuldig publieksvermaak. Zonder daarbij enige tegenstand te ondervinden, waagde hij zich als juridische leek aanmatigend tevens op het veel meer aandacht, publiciteit en sensatie opleverende terrein van de opsporing in het strafrecht.
Daarbij liet hij zich in het geheel niet hinderen door de aldaar geldende moderne beginselen en regels van behoorlijk onderzoek, zoals die werden geformuleerd door met name Césare Beccaria tijdens de Verlichting (toen juist werd afgerekend met allerlei vormen van bijgeloof – zoals ook waarzeggerij dat vooral bleef voortbestaan als kermisattractie – en ook een einde kwam aan de misstand van de heksenvervolgingen). In het moderne strafrecht speelt volgens die beginselen met name de redelijke verdenking een centrale rol (in het Nederlands strafrecht vastgelegd in het belangrijke art. 27 Sv). Nimmer is gebleken dat Hurkos bij zijn simpelweg "aanwijzen van vermeende daders" van misdrijven met dit belangrijk beginsel rekening hield en zelfs evenmin of hij ermeewel bekend was. Het werdz elfs tevens onprofessioneel losgelaten door de politie, die hem wegens zijn geclaimde "gave" bij sommige onderzoeken meende te moeten betrekken. Hurkos stelde op bepaalde "hogere" inzichten te komen middels een zogenaamd Zesde Zintuig, zonder zich om de wettelijk vereiste redelijkheid van de verdenking of zelfs het wezenlijk verschil tussen de begrippen verdachte en dader te bekommeren.
Toen Hurkos zich met zijn geclaimde 'gave' zelfs op grond van buitenzintuiglijk waarnemingen begaf op het gladde ijs van het strafrecht, meende hij zelfs zonder ondersteuning door een redenering de daders van misdrijven te kunnen "aanwijzen", zonder daarvan zelfs op enigerlei wijze getuige te zijn of zelfs maar te kunnen zijn geweest. Desalniettemin legde hij daarover met grote stelligheid verklaringen af. Bij gelegenheid werd hij zowel in Nederland als in het buitenland door de politie bij strafrechtelijke onderzoeken betrokken: die nam het daarbij evenmin nauw met diezelfde belangrijke beginselen omtrent de vereiste redelijkheid van de verdenking. Hierbij bleek niet van enig besef dat een gebruik van beweerde "bovennatuurlijke" methoden een ernstig risico op gerechtelijke dwalingen meebracht. Hetzelfde gold voor de onkritische, beluste pers. Vol ontzag en onkritisch liet die zich door Hurkos van dicteren en voorkauwen en repte daarbij zelfs ondeskundig over "Telepathie in dienst van het recht". Zelfs over de claim dat hij tevens psychometrist zou zijn, ofschoon de psychometrie een rationale wetenschap betreft die haaks staat op die gelijktijdige juist irrationele claim van helderziendheid.
In het in 1992 verschenen boek The Blue Sense over 'paranormale misdaadbestrijding' is een geheel hoofdstuk aan hem gewijd.

## Emigratie naar de Verenigde Staten
In 1956 emigreerde hij na een kort verblijf in Frankrijk naar de Verenigde Staten. Daar slaagde hij erin middels zijn geclaimde 'gave'rijk en beroemd te worden, met name door zijn beweerd vermogen tot het oplossen van misdrijven. Daar zou hij de bijnaam 'the Psychic Detective' hebben gekregen (he meerduidige Engelse woord 'psychic' kan zowel 'psychisch' (mentaal, geestelijk) betekenen als 'medium' in esoterische zin. 

### Onderzoek door Norma Lee Browning
Enkele van deze zaken zijn beschreven in het boek The psychic world of Peter Hurkos, dat de zich ẗopjournaliste" noemende Norma Lee Browning aan hem wijdde en dat tweemaal in een Nederlandse vertaling verscheen: in 1971 onder de titel Het derde oog van Peter Hurkos: helderziende of charlatan en in 1978 opnieuw, ditmaal als paperback onder de titel De helderziende Peter Hurkos (afgezien van de verschillende titels is de inhoud van beide uitgaven identiek). In dit boek wordt uitgebreid aandacht besteed aan diverse beruchte moordzaken in de Verenigde Staten waarmee Hurkos zich met zijn geclaimde helderziendheid zou hebben bemoeid.
Wanneer de Nederlandse Peter Hurkos aan journalist Norma Lee Browning —die beweerde een professionele scepticus te zijn en ontmaskeraar van oplichters— voorstelt zijn levensverhaal te vertellen, steekt zij aanvankelijk van wal: “Je weet beter dan om mij te vragen… ik ben degene die mensen zoals jij ontmaskert.”
Norma Lee Browning was een Amerikaanse journaliste en schrijfster, bekend van haar werk voor de Chicago Tribune en haar boeken over beroemdheden, spiritualiteit en oplichterij. Ze wordt vaak geassocieerd met een sceptische benadering van paranormale claims, vooral omdat ze in een aantal werken zogenaamd paranormale figuren "ontmaskerde". Uit haar werken blijkt echter dat ze zelf desalniettemi wel geloofde in het werkelijk bestaan van het fenomeen ¨helderziendheid¨. Haar boek bevatte weinig psychologische of emotionele diepgang over Hurkos als persoon.
Een bekende bedriegster die Browning eerder zou hebben ¨ontmaskerd¨ betrof Jeane Dixon, een populaire Amerikaanse astrologe en waarzegster in de jaren 1950–1970. Browning schreef samen met Marcia Kuhn het boek "The Psychic World of Jeane Dixon" (1970), dat verrassend kritisch was en Dixon's methoden en haar vage voorspellingen onder de loep nam. Hoewel de titel van het boek deed vermoeden dat het een hagiografie zou zijn, blijkt uit de inhoud dat het juist de onbetrouwbaarheid van Dixon’s uitspraken toont. Daarmee zou dit boek een vroege vorm van sceptische journalistiek rond helderziendheid zijn.
In haar werk als onderzoeksjournalist onderzocht ze ook claims van andere paranormale figuren, vooral in de jaren '60. Ze wees vaak op vaagheid, cold reading-technieken en de commerciële motieven achter spirituele "gaven".
Ondanks haar journalistieke werk in de entertainmentsector en haar toegang tot beroemdheden, deed ze opvallend nuchter en kritisch tegenover alles wat met het paranormale te maken had. Browning stond bekend om haar bereidheid om populaire figuren onder vuur te nemen. In plaats van klakkeloos verhalen te herhalen, zou ze moeite doen om bronnen te controleren en tegenstrijdigheden bloot te leggen. Haar werk wordt soms aangehaald in de context van vroeg-sceptische literatuur die de weg plaveide voor latere, meer uitgesproken sceptici zoals James Randi, Carl Sagan en Michael Shermer.
Hoewel Norma Lee Browning geen "hardcore" scepticus was in de zin van wetenschappelijk scepticisme à la Randi c.s., heeft ze in haar journalistieke carrière zeker bijgedragen aan het ontmaskeren van oplichters en het bekritiseren van valse paranormale claims.
Ze ging de beweerde uitdaging door Hurkos aan. Hurkos overtuigde haar dat zijn verschijning en verklaringen de moeite waard waren, zelfs voor iemand die gewend is claims kritisch te onderzoeken. Browning beschreef zichzelf als journalist die feiten centraal stelt —namen, plaatsen, data—en die diens eigen professionele houding in twijfel trok toen ze zijn verhaal onder de loep nam.
Volgens Browning bevatte zijn verslag meerdere voorbeelden waarin details die hij “zag” zouden overeenkomen met later bevestigde informatie in politieonderzoeken. 

### Samenwerking met de Amerikaanse politie in beroemde zaken
Hurkos werd door politiediensten in meerdere landen ingeschakeld als consultant. Hij werkte aan bekende zaken zoals de Boston Strangler en de Tate‑LaBianca moorden van de Manson-familie. In de Strangler-zaak beweerde hij dat diens daadwerkelijke dader niet Albert DeSalvo was, wat later inderaad door DNA-bewijs werd weerlegd.
Browning bescheef een zaak rond Melvin Rees (de zogenaamde Jackson- en Harold-moorden), waarin Hurkos op onderzoeksverzoek gedragen kledingstukken en locaties bezocht. Hij voorspelde kenmerken zoals de lengte, linkshandigheid, lengte van de armen en een tatoeage van de dader—kenmerken die volgens Browning klopten met de uiteindelijke verdachte. Hij wees zelfs een huis aan dat overeenkwam met de voormalige verblijfplaats van Rees, dat echter niet ten tijde van de suggestie werd bewoond.
Browning verdedigde dat de voorspellingen van Hurkos nauwkeurig zouden zijn, ondanks kritiek van de FBI en publieke spot – het grootste bezwaar was vaak dat zijn tips niet leidden tot directe arrestatie.

### Kritiek vanuit wetenschap en sceptische hoek
Hoewel Browning aanvankelijk beweerde sceptisch te zijn, concludeerde zij dat Hurkos’ “verschijning als medium” bewijs bevattee dat moeilijk te negeren zou zijn. Tegelijkertijd documenteerde ze meerdere miskleunen —zoals zijn falen bij het Stone of Scone-‘diefstal’—waar hij geen nuttige informatie leverde.
Wetenschappers zoals Charles Tart haalden negatieve testresultaten aan tijdens gecontroleerde experimenten: Hurkos weigerde verder onderzoek door J. B. Rhine aan de Duke University, en Randi en anderen stelden dat zijn optredens geraffineerde cold reading technieken waren en geen uiting van helderziendjeid. Ronald Schwartz publiceerde transcripties waarin die aanwijzingen duidelijk werden. 
Arthur Lyons en Marcello Truzzi beschreven zijn cases als “pure bunk” in hun werk The Blue Sense over het gebruik van paragnosten bij opsporngsonderzoek, terwijl adere bronnen meldden dat sommige politie-agenten opmerkten dat Hurkos geen informatie leverde die nog niet publiek was.

### De balans van Browning: feiten tegen show
Norma Lee Browning liet graag benadrukken dat haar verslag pragmatisch zou zijn: “zij werkt met feiten—namen, plaatsen en data—en deze feiten spreken voor zich.”
Ze legde bloot dat Hurkos niet veel persoonlijke achtergrond deelde; de lezer van haar boek leert weinig over zijn interne drijfveren of karakter—het boek blijft eenzijdig informatief over zijn gaven en prestaties, maar verdiept niet in zijn persoonlijkheid.
Toch concludeerde ze dat hij een “fenomenaal psychisch vermogen” zou hebben dat — ondanks meerdere miskleunen —niet eenvoudig genegeerd kon worden.
The Psychic World of Peter Hurkos biedt een fascinerend portret van een man die de sceptische wereld van investigative journalism ontmoette met spectaculaire claims. Browning zou erin zijn geslaagd solide bewijs te presenteren dat Hurkos’ voorspellingen, zintuiglijke impressies en politietips zó specifiek waren dat louter goissingen moeilijk de verklaringen konden zijn. Tegelijkertijd zou ze ¨ruim¨ aandacht hebben besteed aan tegenargumenten: geweigerde wetenschappelijke tests, kritieken op cold reading, en mislukte voorspellingen.
Het uiteindelijkk resultaat van haar boek was geen overtuigd manifest voor of tegen, maar een diepgaand verslag van een leven waarin mysterie, show en geloof samenkomen. Browning zei zelf dat men Hurkos’ verhaal het beste zou kunnen lezen “met twee verstandelijke modi” — of, zoals ze ironisch toevoegde, “het liefst helemaal geen verstand.”

### The Psychic Detective
In de VS raakte Hurkos bekend als The Psychic Detective (de helderziende detective). Hij hielp (ook daar zowel gevraagd als ongevraagd) bij politieonderzoeken, onder meer in de speurtocht naar de identiteit van de mysterieuze seriemoordenaar die berucht werd onder de naam de Wurger van Boston. Hij was destijds in 1964 een enkele dag zelf door de politie van New York voor een strafrechtelijk onderzoek ingesloten, op verdenking zich op 10 december 1963 te Wauwatosa in Wisconsin tegenover een pompstationbediende te hebben voorgedaan als FBI-agent, toen hij onderweg naar Las Vegas voor een onderzoek naar de ontvoering van Frank Sinatra jr.. Hij zou daarbij zelfs ostentatief met een politiepenning hebben geschermd, die hij naar eigen zeggen van de FBI zou hebben gekregen. De Nederlandse consul-generaal in de VS regelde een advocaat om de inmiddels 52-jarige Peter Hurkos bij te staan, die middels betaling van een borgsom wist te bewerkstelligen dat hij voorlopig werd vrijgelaten in afwachting van zijn berechting te Wisconsin. Tegenover de rechter luidde het door zijn advocaat Richard Burke het verweer dat er een misverstand moest zijn gerezen, doordat Hurkos slecht Engels sprak

### Parapsychologisch onderzoek
Hurkos was in 1956 naar de VS gehaald door de Amerikaanse medicus Andrija Puharich, die een niet onbevooroordeeld onderzoek deed naar door sommigen als zogeheten parapsychologisch aangemerkte verschijnselen, zoals helderziendheid en telepathie, waarvan het bestaan door de gevestigde wetenschap niet wordt erkend. Puharich geloofde bij voorbaat al in het daadwerkelijk bestaan daarvan, een uitgangspunt dat reeds van begin af aan niet als een wetenschappelijke methode kan worden beschouwd.
Hurkos zou gedurende 2,5 jaar door hem zijn onderzocht.
Puharich beweerde dat de uitkomsten hem overtuigden van Hurkos' geclaimde helderziende gaven. Hij bleef in de VS en verwierf het Amerikaans staatsburgerschap. Na zich in de buurt van Hollywood te hebben gevestigd zou Hurkos zelf 'filmsterallures' zijn gaan vertonen, wat mede zou hebben geleid tot de scheiding van zijn tweede echtgenote.
Zijn onderzoeker Puharich was echter bij voorbaat van mening dat het bestaan van het fenomeen helderziendheid reeds zou vaststaan. Bij een dergelijke benadering bestaat echter het gevaar van het optreden van allerlei redeneerfouten of drogredenen zoals confirmation bias en cherry picking en het ongegrond betekenis toekennen aan toeval. Sceptici, die parapsychologie als een pseudowetenschap beschouwen, stellen daar tegenover echter dat het onderzoek van Puharich niet serieus genomen kan worden.
Hoewel reeds als publieksattractie actief met zijn geclaimde helderziendneid sinds 1946, genoot hij vooral bekendheid in de jaren 70, mede dankzij promotie door de TROS, dagblad De Telegraaf en uitgeverij Teleboek, nadat hij in de Verenigde Staten rijk en beroemd zou zijn geworden met zijn 'gave', na voor een onderzoek naar zijn beweerde 'gave' te zijn uitgenodigd door de Belk Psychic Foundarion en aldaar bleef en ging wonen in de omgeving van Hollywood'.

## Speelfilm
Reeds in 1957 en in 1958 werden door Peter Hurkos bij zijn onaflatende zelfaanprijzingen herhaaldelijk grootse plannen aangekondigd, als zou over hem een speelfilm worden gemaakt, met opnamen op locaties in Nederland, Frankrijk en Spanje., eerst met Steye van Brandenberg en later met de nog beroemdere acteur Marlon Brando als hoofdrolspeler. Ook zou er worden gewerkt aan een tv-serie over hem van 39 afleveringen. Die aankondiging werd in 1964 door hem herhaald. Dit terwijl er ondertussen afgezien van eerste proefopnamen in juli 1956 (met o.a. de Nederlandse acteurs Lies Franken en Cees Laseur) alsmaar nog steeds geen film of tv-serie was gemaakt, hetgeen leidde tot een wat minder kritiekloze houding van de pers. Zijn eigen aankondiging, dat over hem en zijn beweerde helderziendheid een film en tv-serie zouden worden gemaakt, bleek in elk geval niet te kloppen.
Wel zou er veel later, in 1968, een speelfilm gemaakt over de speurtocht naar de beruchte Amerikaanse seriemoordenaar Albert DeSalvo, die bekend werd als de Wurger van Boston, getiteld The Boston Strangler, waarin George Voskovec, die Peter Hurkos speelt, zich met de speurtocht bemoeide. Aan zijn bemoeienis met onder meer die geruchtmakende zaak zou Norma Lee Browning later een hoofdstuk wijden in haar in 1971 verschenen boek over Hurkos.
In 1972 werd in de Telegraaf onder meer achteraf beweerd, in een artikel waarin hij werd afgeschilderd als dankzij het verzilveren van zijn geclaimde tevens lucratieve 'gave' rijk en beroemd geworden in de Verenigde Staten (middels en opsomming van luxe bezittingen: 2 huizen, 5 auto's, een privévliegtuig, een privéhelikopter, 40 acres grond en een 20 meter-schoener) dat Hurkos zelfs de moord op Robert Kennedy in 1968 zou hebben 'voorspeld'.
Inmiddels was in 1961 reeds voor zijn migratie naar de Verenigde Staten over hem in Groot-Brittannië een, vrijwel zeker door een ghostwriter vervaardigde, Engelstalige 'autobiografie' verschenen: daarin werden vele sensationele en gedetailleerde feiten aan hem toegeschreven, die voorheen geheel en al ontbraken in alle eerdere Nederlandse publicaties over hem.

## AutobiografiePsychic – The Story of Peter Hurkos(1961)
Hoewel daaromtrent in eerdere Nederlandse publicaties over hem nergens sprake was geweest, wordt in het in 1961 verschenen Engelstalige, als autobiografie gepresenteerd boek getiteld Psychic – The Story of Peter Hurkos ineens beweerd als zou hij zogenaamd actief zijn geweest in het verzet tegen de Duitse bezetting. Daarbij zou hij reeds zogenaamd 'om zijn familie te beschermen' (gelet op de overeenkomst met zijn werkelijke naam juist weinig geloofwaardig) nota bene van die naam Hurkos als schuilnaam hebben bediend, die hij sinds 1946 bij optredens als artiestennaam bezigde. Ook tijdens die daarin ineens beweerde verzetsactiviteiten zou hij zich van zijn beweerde 'gave' hebben bediend. Reeds vier of vijf dagen na zijn val waaraan het manifesteren van zijn 'gave' van 'helderziendheid' te danken zou zijn geweest, zou hij iemand hebben ontmoet van wie hij reeds bij de begroeting middels handen schudden onmiddellijk zou hebben 'geweten' dat deze persoon een 'Britse spion' zou zijn en hebben voorspeld dat diegene enkele dagen daarna door de Duitsers in de Kalverstraat te Amsterdam zou worden geliquideerd. Dat deze gebeurtenis werkelijk zou hebben plaatsgevonden, zoals hij zelf in die 'autobiografie' stelt, wordt echter door geen enkele bron bevestigd.
In die 'autobiografie' wordt onder meer ook beweerd als zou 80% van de Nederlandse bevolking actief zijn geweest in het verzet tegen de Duitse Bezetting. In 1984 stelde columnist Piet-Hein Hoebens in dagblad De Telegraaf dat Hurkos' verhalen over zijn optreden in het verzet vrijwel zeker uit de duim zouden zijn gezogen.
Dit in Groot-Brittanië verschenen sensationele boek bevatte vele details, die nimmer voorkwamen in de publicaties die voordien over hem en zijn "gave" in Nederland waren verschenen; onder meer over die door hem reeds enkele dagen na zijn val in juni 1943, waaraan hij zijn geclaimde 'gave' te denken zou hebben gehad, gedane voorspelling dat een door hem reeds bij een eerste ontmoeting als Britse spion 'herkend' persoon in de Kalverstraat te Amsterdam door de Duitsers zou zijn geliquideerd: een beweerde gebeurtenis die door geen enkele bron wordt bevestigd.

## Boek Norma Lee BrowningPeter Hurkos – Helderziende of charlatan(1971)
In 1971 verscheen het boek van de zich topjournaliste noemende Norma Lee Browning, in de VS onder de titel The psychic world of Peter Hurkos en in Nederland tweemaal in identieke vertalingen oner verschillende titels verschenen: destijds in 1971 onder de titel Het Derde Oog van Peter Hurkos en in 1978 onder de titel Helerziende Peter Hurkos. In dit boek gaat norma Lee Browning in op de door Hurkos geclaimde 'gave' en ook op diverse beruchte misdrijven waarmee hij zich als 'psychic detective' bemoeide.
Het boek verscheen met een voorwoord van C.V.Wood jr., een beoefenaar van Transcendente Meditatie, die bekend werd als ontwikkelaar van Disneyland en enkele andere amusementsparken. Uit dit voorwoord valt op te maken, dat oorspronkelijk de bedoeling was dat het boek Het tweede leven van Peter Hurkos zou gaan heten. Uit de inleiding van de auteur zelf blijkt dat zij zelf door Hurkos benaderd was met het verzoek dit boek te schrijven.
In het boek wordt onder meer ingegaan op de diverse geruchtmakende strafzaken, waarin Peter Hurkos in de Verenigde Staten faam verwierf als the psychic detective: onder meer de Ann Arbor-moorden en de speurtocht naar de mysterieuze seriemoordenaar die bekend was geworden als de Wurger van Boston. Over die speurtocht zou later een speelfilm gemaakt worden. Daarin komt ook als een der personages ook Peter Hurkos voor.

## Tegenstrijdige Nederlandse publicaties over Hurkos sinds 1946
In Nederlandse perspublicaties duikt Hurkos voor het eerst op in 1946 als variété-artiest in de wereld van het amusement. Daarin weet hij betalend publiek te vermaken. In het geheel nergens wordt in de publicaties daarover gewag gemaakt van het in dat geval toch wel vermeldenswaardige detail dat in het in 1961 over hem in Engeland verschenen boek veel aandacht krijgt als zou hij zijn beweerde "gave" eerder als "verzetsstrijder" in dienst zou hebben gesteld van het vaderland; dit komt aan de orde in het daaraan gewijde derde hoofdstuk. Daarin wordt ene nergens in de geschiedschrijving over het Nederlands verzet genoemde Hert Goozens afgeschilderd als de als zeer heldhaftige 'leider' van zijn beweerde 'verzetsgroep'. Tijdens de Bezetting zou Hurkos blijkens zijn 'autobiografie' uit 1961 zelfs ook zijn beland in het concentratiekamp Buchenwald. In Nederlandse publicaties werd echter pas in 1972 vermeld dat hij, zonder vermelding van details, 'zich in het verzet stortte'. Over zijn beweerd belanden in dat concentratiekamp Buchenwald zou echter zelfs niet worden gerept, toen een beroep werd gedaan op zijn hoedanigheid als 'helderziende' i.v.m. het lot van de W.M.J.Bisschoff, een van de slachtoffers van het Verraad van Wittem of de Klap van Wittem. Daarbij werden tijdens de Bezetting in juli 1944 meerdere veretsstrijders (onder anderen Sjeng Coenen) door de Duitsers opgepakt en naar comcentratiekamp Buchenwald gedeporteerd. Over Bisschoffs overleven van zijn gevangenschap deden tegenstrijdige verhalen de ronde.
De in Engeland gepubliceerde 'autobiografie' bevat meerdere aanwijzingen, die er sterk op duiden dat dit het werk betreft van een door de uitgever ingeschakelde ghostwriter, die zelf onvoldoende vertrouwd was met de taal en de cultuur in Nederland en België. Onder meer wordt zelfs naam van de straat in Dordrecht waarin Van den Hurk geboren zou zijn verkeerd gespeld als Vondal Street i.p.v. Vondelstraat en de straat van zijn eerste school als Kaspar Spaat i.p.v. Kasperspad en van zijn vervolgopleiding Bankar Spaas i.p.v. Bankastraat. Die ghostwriter lijkt te zijn opgedragen de inhoud van het boek op te hypen, sensationeler te maken. Bij zijn beweerde verzetsactiviteiten zou ook een niet met name genoemde dominee betrokken zijn geweest van de 'presbyteriaanse kerk' aan de 'Regen Tessenlaan' in Den Haag (waarschijnlijk werd daarmee gedoeld op de in 1975 gesloopte voormalige gereformeerde kerk aan het Regentesseplein).
Ondanks zijn geclaimde 'gave' was Hurkos wel zo voorzichtig tegenover de Nederlandse pers te ontkennen gebeurtenissen te kunnen voorspellen. In strijd daarmee beweerde hij – of althans zijn minder scrupuleuze ghostwriter – in dat in 1961 verschenen boek Psychic – The Story of Peter Hurkos echter herhaaldelijk dat hij dit daarentegen zogenaamd juist wel zou kunnen. Hiervan zou zelfs reeds zijn gebleken tijdens zijn ineens beweerde verzetsactiviteiten, die in Nederlandse publicaties over hem echter schitteren door afwezigheid

### 1978
In Nederland werd Peter Hurkos vooral bekend dankzij de roddeljournalist Henk van der Meijden, die beweerde sterk in Hurkos' gave te geloven. In april 1978 was Hurkos te gast in Van der Meijdens televisieprogramma TV Privé. Hij beweerde dat de kort tevoren dood gevonden Mathilde Willink "absoluut zelfmoord" had gepleegd, iets waarover objectieve aanwijzingen ontbreken. Ook meldde Hurkos dat hij de politie van Los Angeles op het spoor had gezet van Charles Manson, de sekteleider die in 1969 met enkele van zijn volgelingen meerdere moorden pleegde. Zijn bevindingen stemden echter niet overeen met het politieonderzoek dat naar Manson leidde.
In maart 1978 reed Van der Meijden in een rechtstreekse televisie-uitzending samen met een geblinddoekte Hurkos en zakenman Maup Caransa door Nederland, op zoek naar de plek waar Caransa tijdens zijn ontvoering had vastgezeten. Men hoopte daarmee een aanzet te geven tot het vinden van de daders en het betaalde losgeld. Ondanks Van der Meijdens aansporingen bleef de 'spraakmakende' zoektocht zonder resultaat. In 2017 vertelde hoofdinspecteur van politie Kees Sietsma in een uitzending van Andere Tijden over de ontvoering dat de dag na Van der Meijden's tv-programma een taxichauffeur de politie meldde dat hij met "die man" een paar dagen eerder drie keer dezelfde route had gereden.

### 1979
De Telegraaf publiceerde ook af en toe enigszins kritische geluiden. In januari 1979 citeerde de krant voormalig wetenschappelijk onderzoeker Wilhelm Tenhaeff, emeritus-hoogleraar parapsychologie aan de Universiteit van Utrecht n.a.v. de publicatie van zijn boek Ontmoetingen met paragnosten: "Ik heb mij altijd bezig gehouden met antropologische parapsychologie. Dat wil zeggen dat ik niet alleen het verschijnsel onderzocht, maar ook de mensen die het verschijnsel produceerden. Iedereen heeft die begaafdheid, maar er zijn graduele verschillen". Activiteiten als die van Peter Hurkos of Uri Geller betitelde hij als een "hopeloos dilettantisme". "Ik ben tegen al die mensen die dit vak vercommercialiseren. Zo'n Peter Hurkos dat is toch dwaasheid. Onbevoegden moeten zich hier niet mee bezig houden".
In 1979 beweerde Telegraaf-journalist Piet Hein Hoebens dat Nederland in de Verenigde Staten afgezien van voetballer Johan Cruijff vooral bekend zou zijn als "exporteur" van "helderzienden" zoals Gerard Croiset en Peter Hurkos.

### 1981
In 1981 publiceerde Telegraaf-journalist Henk van der Meijden een artikel waarin werd meegedeeld dat Peter Hurkos drie jaar eerder ¨gelijk had¨ in de locatie van een vliegtuig-ongeluk in Zwitserland op de berg Lauterhorn, waarbij de Nederlandse Fifi (Truus) van der Voort om het leven zou zijn gekomen.
Later in 1981 trad Peter Hurkos op als gast in een tv-pogramma van de TROS, waarin 15 jaar vertrossing werd gevierd, hetgeen door deze omroep bij deze gelegenheid als een geuzennaam werd gehanteerd. 

### 1982
In 1982 begaf Peter Hurkos zich in de VS in de show-business. Samen met zijn toenmalige echtgenote Stephanie investeerde hij in de uitgave van een langspeelplaat van de actrice Monica Lewis die voortzetting van haar carrière al zangeres ambieerde en een goede vriendin van hem zou zijn.

### 1984
Peter Hurkos werd in 1984 naar een uitzending van het TROS-tv-programma TV-Privévan Henk van der Meijden was gehaald om zich te bemoeien met de onopgeloste moord op Petertje Oort in Purmerend. Dexe 10-jarige scholier was in augustus 1982 levenloos in de Purmer Ringvaart aangetroffen , werd het onderzoek naar die zaak heropend.  Die aanwijzingen bleken volgens de politie niet te kloppen.

## Overlijden
Peter Hurkos overleed in 1988 op 77-jarige leeftijd in Los Angeles. 

## Trivia
- In 1986 repte dagblad De Telegraaf nog over 'de wereldberoemde Peter Hurkos, die voor onze televisie heeft mogen laten zien, dat hij ziet wat geen ander ziet'.[69]
- Stephen King noemt Peter Hurkos in The Dead Zone (Dodelijk Dilemma), dat over een man gaat die helderziend blijkt na een auto-ongeluk.
- De zoon van Peter Hurkos, Peter van der Hurk, die -zonder mogelijkheid dit te verifiëren- beweert op exact dezelfde leeftijd (37) als zijn vader helderziende 'gaven' te hebben gekregen,[70] won in oktober 2008 het programma Het Zesde Zintuig – Plaats Delict.[71]
- Peter Hurkos komt met een bij zijn pseudoniem schijnbaar passende Hongaarse voornaam als Janos Hurkos voor (evenals Prof. Tenhaeff als Prof. Verhaeff) in het boek Le casa del sonios, dat Frits Goudkuil onder het pseudoniem A. Petit schreef in het Interlingua.